# Бёрнс, Алан
Сэр Алан Катберт Максвелл Бёрнс (англ. Alan Cuthbert Maxwell Burns; род. 9 ноября 1887, Бастер, Сент-Китс и Невис — 29 сентября 1980, Лондон, Великобритания) — губернатор Золотого Берега (1941—1947).

## Биография
Бёрнс родился в Бастере, у него было семь братьев и сестер. Его отцом был Джеймс Патрик Бёрнс, а матерью — Агнес Зульма Делисл Бёрнс. Его отец был казначеем Сент-Кристофер-Невис-Ангильи и умер в 1896 году. Среди его братьев и сестёр был Сесил Делисл Бёрнс, светский писатель и лектор; Роберт Эдвард Бёрнс, который также работал в колониальной службе; и Эмиль Бёрнс, ведущий британский коммунист.
В 1901 году Бёрнс поступил в колледж Святого Эдмунда в Олд-Холл-Грин, но ему пришлось уйти раньше, так как его семья не могла позволить себе платить за обучение. Его мать умерла в Хартфордшире в 1914 году. В том же году он женился на Кэтлин Фицпатрик Хардтман. У них было две дочери, Барбара и Бенедикта.
Бёрнс был назначен губернатором Золотого Берега в 1941 году. В 1942 году он в течение пяти месяцев исполнял обязанности губернатора Нигерии. Затем он вернулся на Золотой Берег, где в 1942 году убедил Управление по делам колоний допустить африканцев в Исполнительный совет колонии. В 1946 году он вдохновил новую конституцию, согласно которой Законодательный совет стал состоять из шести членов, шести назначенных членов и восемнадцати избранных членов. В результате в Совете было африканское большинство. С 1947 года до выхода на пенсию в 1956 году Бернс занимал должность постоянного представителя Великобритании в Совете по опеке ООН. В 1959 году в возрасте 72 лет он возглавил комиссию по расследованию природных ресурсов и демографических тенденций колонии Фиджи. В 1966 году Бёрнс использовал свои связи, чтобы обеспечить безопасный выезд своей племянницы доктора Марки Бёрнс из Ганы во время переворота.
Бёрнс умер в Вестминстерской больнице в Лондоне.